# 世袭王子宫
世袭王子宫（瑞典语：Arvfurstens palats）位于斯德哥尔摩市中心的古斯塔夫·阿道夫广场（Gustav Adolfs torg），与瑞典皇家歌剧院相对。
世袭王子宫兴建于1783-1794年，原为索菲亚·艾伯丁公主的府邸，由Erik Palmstedt设计。1935年被列为历史古迹。自1906年起为瑞典外交部所在地。
附近建筑有首相官邸萨格尔府（Sagerska huset），以及政府大楼Rosenbad。穿过北桥（Norrbro）是圣灵岛上的瑞典国会，再向南便是斯德哥尔摩老城以及斯德哥尔摩王宫。